# Hannes Stütz
Hannes Stütz (* 4. April 1936 in Schwäbisch Gmünd; † 18. März 2022 in Bremen) war ein deutscher Kabarettist, Kabarettautor und Liedermacher.

## Werdegang
Hannes Stütz studierte von 1955 bis 1960 Germanistik und Geschichte in Tübingen und München. Er gründete 1960 zusammen mit Ekkehard Kühn und Hans Kolo die „Knallfrösche“ (politisches Kabarett, entstanden aus einem SPD-Wahlkabarett 1958/59), bei dem er als Autor und Darsteller auch mitwirkte. 1961 bis 1962 war er Autor und Darsteller bei der „Zwiebel“, ging dann 1962 mit den „Knallfröschen“ auf Tournee und kehrte im Herbst 1962 für das Programm Sing-Sing mit mir zur „Zwiebel“ zurück. Stütz schrieb seit 1963 auch für das „Kleine Renitenztheater “, von 1965 bis 1968 für das Münchner Rationaltheater und recherchierte für dieses 1968 die Beteiligung des damaligen Bundespräsidenten Heinrich Lübke am Bau von Konzentrationslagern.
Seit 1960 schrieb Stütz Lieder für die Ostermarschbewegung (Unser Marsch ist eine gute Sache u. a.). Des Weiteren gestaltete er seit 1966 zusammen mit Therese Angeloff den „Jugendmonat der IG Metall“, für den er auch schrieb und spielte. Außerdem spielte er Theater (von 1962 bis 1965 am Münchner Volkstheater) sowie unpolitische Fernsehrollen und drehte 1964 und 1965 zwei Kurzfilme in eigener Regie nach eigenen Drehbüchern. 1965 gründete er zusammen mit Manfred Vosz die Kulturzeitschrift Kürbiskern, deren Mitherausgeber er bis 1989 war, und wirkte an vielen linken Veranstaltungen gegen Vietnamkrieg, Notstandsgesetze, Wiedererwachen des Nazismus u. a. mit. Stütz war Referent für Bildungs- und Kulturpolitik beim Parteivorstand der DKP. In den 1970er und -80er Jahren war er maßgeblich beteiligt an der Kulturarbeit der DKP, an der Leitung des Pläne-Verlages und an der Organisation vieler der großen Folkmusik-Festivals in dieser Zeit.
Hannes Stütz lebte in Bremen.

## Veröffentlichungen
- Denk mal im Walldenkmal. Ein Spaziergang mit Hannes Stütz und seiner Kamera. Scholz Druck & Verlag, Bremen 2011, ISBN 978-3-9812831-4-3.
- Gemeinsam mit Josef Angenfort: Sprung in die Freiheit. Die Geschichten des Josef A. Von ihm selbst erzählt. PapyRossa Verlag, Köln 2010, ISBN 978-3-89438-451-7.
- Kuba. Vom Zuckerrohr zur Zukunft. Mit einem grafischen Kommentar von Dieter Süverkrüp. Weltkreis-Verlag, Dortmund 1978, ISBN 3-88142-182-3.